# Throckley
Throckley är en by i unparished area Newburn, i distriktet Newcastle upon Tyne, i grevskapet Tyne and Wear i England. Byn ligger 9,9 km från Newcastle upon Tyne. Orten har 5 640 invånare (2015). Throckley var en civil parish 1866–1935 när blev den en del av Newburn. Civil parish hade 2 332 invånare år 1931.